# Alles of niets (Van Dik Hout)
Alles of niets is een nummer van de Nederlandse rockband Van Dik Hout. Het is de tweede single van hun titelloze debuutalbum uit 1994. In september van dat jaar werd het nummer op single uitgebracht.

## Achtergrond
De single is de opvolger van de debuutsingle Stil in mij, waarmee Van Dik Hout al meteen een grote hit te pakken had. In tegenstelling tot de voorganger is "Alles of niets" ruiger en gaat het niet over een verliefdheid, maar juist over een relatie die op de klippen loopt. In Nederland werd de single een radiohit. Het bereikte een bescheiden 33e positie in de Nederlandse Top 40 op Radio 538 en een 29e positie in de Mega Top 50 op Radio 3FM. Deze single wist daarmee het succes van de voorganger niet te overtreffen.
In België haalde de single géén notering in zowel de voorloper van de Vlaamse Ultratop 50 als de Vlaamse Radio 2 Top 30.